# Weingut Rainer Sauer

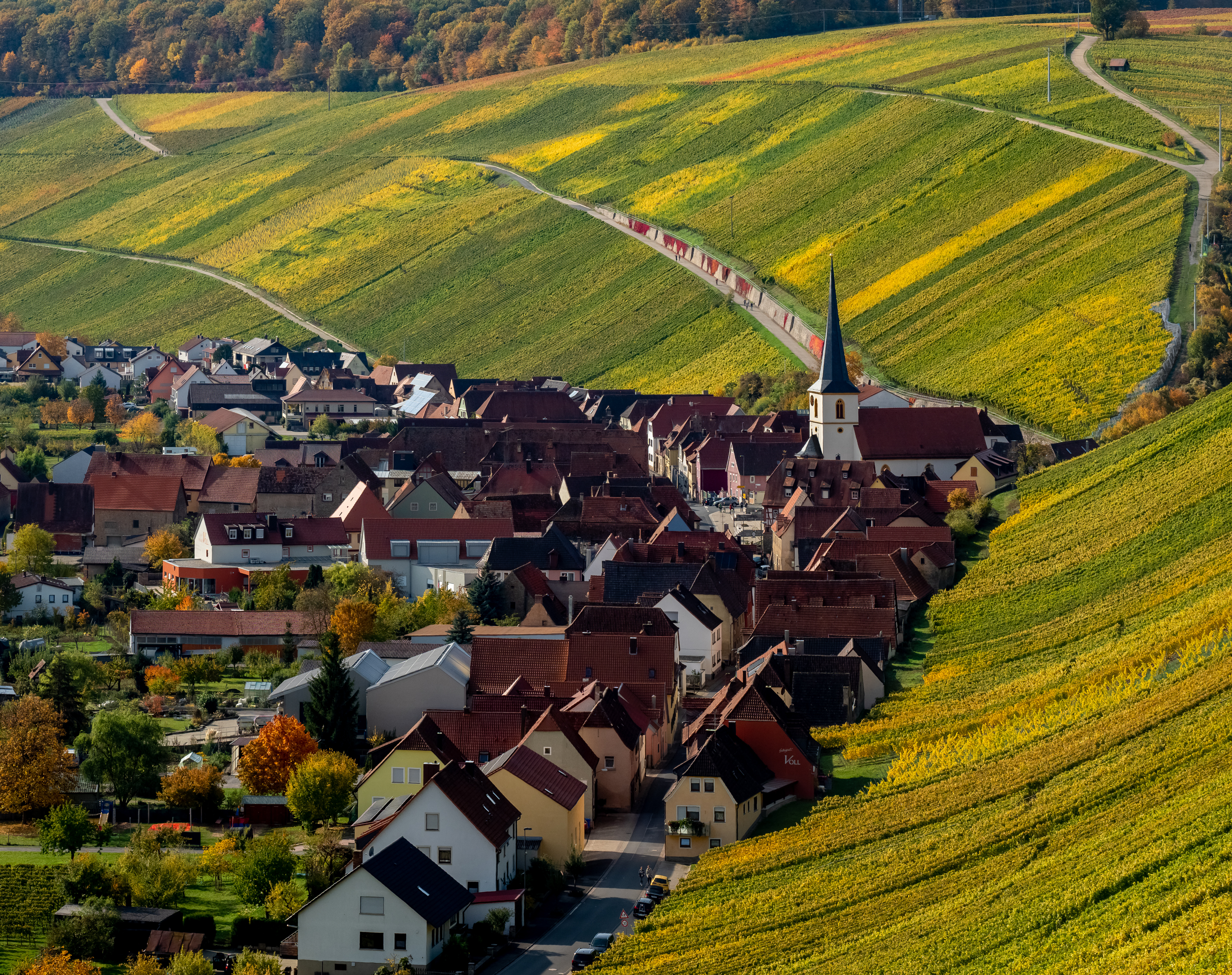
Das Weingut grenzt direkt an die Rebhänge

Das Weingut Rainer Sauer ist ein Weingut im Weinanbaugebiet Franken. Das Gut befindet sich im Volkacher Ortsteil Escherndorf im Landkreis Kitzingen.

## Geschichte
Rainer Sauer bewirtschaftet seine Weingärten seit dem Jahr 1979. Die Rebenfläche beträgt heute (Stand 2022) etwa 15 ha. Sauer bewirtschaftet in der traditionellen Spitzenlage Escherndorfer Lump 7 Hektar Steillagen die übrigen Flächen liegen überwiegend im Escherndorfer Fürstenberg. Sein Sohn Daniel Sauer ist Geisenheimer Önologe und wurde im Jahr 2011 zum DLG-Jungwinzer des Jahres gekürt. Im Jahr 2015 wurde das Weingut umgebaut. Der Neubau wurde 2022 mit dem Bayerischen Staatspreis für Baukultur ausgezeichnet.

## Weine und Lagen
Die Rebfläche des Weingutes wird heute überwiegend von Rebstöcken des Silvaners (65 %) eingenommen. Daneben wird Müller-Thurgau (20 %) und Riesling (11 %) angebaut. Das Weinangebot wird durch einige rote Sorten ergänzt.  Eine Besonderheit bilden die großen Betoneier, die dem österreichischen Weingut Bernhard Ott entlehnt wurden. In ihnen reift die Sorte ab ovo (vom Ei).
Sauers Weine werden auf Muschelkalk- und Lettenkeuperböden angebaut.

## Auszeichnungen
- Kabinett- und Qualitätsweine Frucht - Best of Gold 2016
- 5 Sterne (= Weltklasse-Weingut) - Eichelmann 2016 und 2022[5]
- 3 Trauben (= sehr guter Erzeuger, über Jahre hohe Qualität) - Gault Millau 2015
- Kabinett- und Qualitätsweine Neutral - Best of Gold 2015[6]

## Mitgliedschaften
- Verband Deutscher Prädikatsweingüter (VDP)
- Frank & Frei